# Flia

Felul de mâncare tradițional albanez și kosovar flia

Flia, cunoscut și sub numele de fli sau flija, este un fel de mâncare din bucătăria albaneză și a albanezilor din Kosovo.

## Preparare (Gatimi= gătirea, cuvânt din fondul comun al românei cu albaneza)
Pentru 4-5 persoane ar trebui:
- Pentru aluat: 1 kg de faina, 3-4 căni de apă, sare.
- Se măsoară: 200 g unt, 2 căni smântână, 3 linguri de ulei.

Principalele ingrediente (faina, apa și sarea) sunt amestecate împreună până când se obține o textură asemănătoare cu o clătită.
  
Într-un alt recipient se topește untul, se pun smântâna, uleiul și laptele, se amestecă  până când toate se contopesc într-un aluat; se unge tava cu grăsime; cu o lingură se ia aluatul și se întinde în tavă.
Se compune din mai multe  straturi de clătită unse cu smântână și se servește cu iaurt.
 
Straturile de aluat sunt coapte, folosind un saci, care este un capac sferic special din de metal folosit pentru copt.

## Ziua Fliei
18 martie este cunoscută ca Ziua Fliei, în care familiile își invită rudele la gătirea (gatimi) și consumarea fliei.